# Калабушкин, Иван Николаевич
Иван Николаевич Калабушкин (1915—1985) — генерал-майор авиации, участник Великой Отечественной войны, Герой Советского Союза (1942).

## Биография
Родился 23 января 1915 года в деревне Спудни (ныне — Гусь-Хрустальный район Владимирской области). Окончил начальную школу, школу фабрично-заводского ученичества и три курса рабфака, после чего работал слесарем, экспедитором на хлебозаводе в Гусь-Хрустальном.
В 1936 году был призван на службу в Рабоче-крестьянскую Красную Армию. В 1938 году окончил Ворошиловградскую военную авиационную школу лётчиков. В первый день Великой Отечестченной войны — в составе 123 истребительного авиаполка защищал Родину в небе над Брестом. Сбив один самолёт противника, был ранен в обе ноги, но сумел дотянуть до аэродрома повреждённый самолёт и посадить его. Всего за период с 22 июня по 31 июля 1941 года им сбито пять самолётов противника, за что был награждён Орденом Красного Знамени, причем 31 июля 1941 года, сбив «Хейнкель», на горящей машине продолжал вести бой, пока не рассеял численно превосходящего противника.
К февралю 1942 года старший лейтенант Иван Калабушкин командовал эскадрильей 562-го истребительного авиаполка, ВВС Московского военного округа, 6-го истребительного авиакорпуса ПВО Московского фронта ПВО. К тому времени он в воздушных боях сбил 8 немецких самолётов лично и ещё 6 — в составе группы.
Указом Президиума Верховного Совета СССР от 4 марта 1942 года за «образцовое выполнение боевых заданий командования на фронте борьбы с немецкими захватчиками и проявленные при этом мужество и героизм» старший лейтенант Иван Калабушкин был удостоен высокого звания Героя Советского Союза с вручением ордена Ленина и медали «Золотая Звезда» за номером 667.
Всего же за время своего участия в боевых действиях совершил 361 боевой вылет, в воздушных боях сбил 15 самолётов противника лично и в группе (по данным М. Ю. Быкова — 7 личных и 8 групповых побед).
После окончания войны он продолжил службу в Советской Армии. В 1949 году окончил Военно-воздушную академию, в 1958 году — Военную академию Генерального штаба. В 1964 году в звании генерал-майора он был уволен в запас.
Проживал в Ленинграде, работал техником, инженером. Умер 12 апреля 1985 года, похоронен на Серафимовском кладбище (Коммунистическая площадка) Санкт-Петербурга.

## Награды
Был также награждён двумя орденами Красного Знамени, орденами Александра Невского, Отечественной войны 1-й степени, двумя орденами Красной Звезды, рядом медалей СССР, а также двумя медалями КНР.